# Neomedicopsis
Neomedicopsis is een monotypisch geslacht van schimmels uit de orde Pleosporales. De typesoort is Neomedicopsis prunicola.